# Hohenwinden
Hohenwinden, Erfurt-Hohenwinden – dzielnica miasta Erfurt w Niemczech, w kraju związkowym Turyngia. 